# استخبارات الدفاع
استخبارات الدفاع هي منظمة داخل أجهزة الاستخبارات البريطانية، وتتمثل مهامها بجمع الاستخبارات العسكرية وتحليلها، لكنها تختلف في طبيعتها عن وكالات الاستخبارات البريطانية كجهاز الاستخبارات البريطاني ومكاتب الاتصالات الحكومية البريطانية والمخابرات الحربية القسم الخامس، فهي جزء لا يتجزأ من وزارة الدفاع فضلًا عن أنها منظمة مستقلة. وتوظف المنظمة فريق عمل مختلط من المدنيين والعسكريين وتمولها ميزانية وزارة دفاع المملكة المتحدة. عُرفت المنظمة رسميًا بجهاز استخبارات الدفاع لكن تم تغييره في عام 2009.
يتمثل الدور الرئيسي لاستخبارات الدفاع بتحليل جميع مصادر الاستخبارات. ويستمد هذا النظام المعلومات من مختلف المصادر السرية والعلنية لتزويد احتياجات الاستخبارات بالمعلومات اللازمة، ويهدف من ذلك إلى دعم العمليات العسكرية والتخطيط للطوارئ والإفصاح عن سياسات الدفاع والقرارات الخاصة بالمشتريات. ومن الأدوار الحيوية في عملية هذا النظام هو الحفاظ على قدرته في تقديم التحذيرات الاستراتيجية للتطورات السياسية العسكرية والعلمية والتقنية في الوقت الملائم، والتي تؤثر على مصالح المملكة المتحدة. وتُستخدم تقييمات الاستخبارات العسكرية خارج نطاق وزارة الدفاع لدعم عمل لجنة الاستخبارات المشتركة وللمساعدة في عمل أقسام الحكومة الأخرى والشركاء الدوليين (مثل حلف شمال الأطلسي والاتحاد الأوروبي). وما يميز عمل استخبارات الدفاع عن غيرها من المنظمات مثل جهاز الاستخبارات البريطاني ومكاتب الاتصالات الحكومية البريطانية هو وظيفة «المصدر الكامل» والتي تركز على جمع الاستخبارات البشرية «وحيدة المصدر» واستخبارات الإشارات على التوالي. ولذلك، تحتل استخبارات الدفاع منصبًا فريدًا في مجتمع الاستخبارات في المملكة المتحدة.
تمارس استخبارات الدفاع وظيفة جمع المعلومات الاستخباراتية بشكل رئيسي عبر الإمكانات العسكرية في مجموعة استخبارات القوى المشتركة (أُنشئت في عام 2012 بما كان يُعرف سابقًا بمجموعة الاستخبارات).

## التاريخ
يعود أصل استخبارات الدفاع إلى عام 1946، عندما أُنشئ مكتب الاستخبارات المشتركة بإشراف الجنرال سير كينيث سترونج. ثم تمت هيكلة مكتب الاستخبارات المشتركة لسلسلة من الأقسام: المشتريات والجغرافيا والدفاعات والموانئ والشواطئ والمطارات والنقاط الرئيسية والنفط والاتصالات.
عندما شُكلت وزارة الدفاع في عام 1964، تآلفت كل من الاستخبارات البحرية والاستخبارات العسكرية والاستخبارات الجوية لتشكيل جهاز استخبارات الدفاع. وعلى الرغم من تركيز الجهاز في البداية على قضايا الحرب الباردة، انتقل اهتمامه لاحقًا نحو دعم العمليات الخارجية وأنشطة أسلحة الدمار الشامل ومكافحة الإرهاب الدولي. وفي عام 2008، خضعت استخبارات الدفاع لمبادرة «التبسيط» كما حدث مع بقية وزارة الدفاع، فخُفضت أعداد موظفي وسط لندن بنسبة 20 إلى 25 ومنذ ذلك الحين، كان عليها الاستمرار في إيجاد مدخرات إضافية. وفي عام 2009، تغير اسم الجهاز ليصبح استخبارات الدفاع.

## التنظيم
يشغل منصب قيادة استخبارات الدفاع رئيس استخبارات الدفاع وهو ضابط عسكري يحمل رتبة ثلاث نجوم ويُعد «مالكًا للعملية الاستخباراتية» في وزارة الدفاع، وهو مسؤول عن التنسيق الكلي لنشاطات الاستخبارات في جميع أنحاء القوات المسلحة. ويتولى مهمة دعم الرئيس نائبان، أحدهما مدني والآخر عسكري. وتتمثل مسؤولية نائب رئيس استخبارات الدفاع المدني في إنتاج وتحليل استخبارات الدفاع، أما المدير العسكري للاستخبارات الرقمية ودمج المعلومات فهو مسؤول عن جمع الاستخبارات والإمكانيات.

### نائب رئيس استخبارات الدفاع
يدير نائب رئيس استخبارات الدفاع عمليات تحليل وإنتاج مديريات استخبارات الدفاع، ويشمل ذلك مديريات:
- التقييمات الاستراتيجية (الإقليمية والمواضيعية)
- تقييمات الإمكانيات (أنظمة ومنصات الأسلحة)
- مكافحة الانتشار النووي
- مكافحة استخبارات العدو

يُعد نائب رئيس استخبارات الدفاع مسؤولًا عن إنتاج الاستخبارات وتحليلها، ويضطلع كذلك بتقييمات الاستخبارات الدفاعية العالمية، ويصدر التحذيرات الاستراتيجية على نطاق واسع من القضايا؛ كتلك التي تدعم عمليات الاستخبارات وقضايا الحد من الانتشار النووي والأسلحة وإمكانات القوات العسكرية التقليدية والتحذيرات الاستراتيجية، بالإضافة إلى التقييمات التقنية لأنظمة الأسلحة. وترتكز التقييمات الاستخباراتية على معلومات سرية تقدمها مكاتب الاتصالات الحكومية البريطانية وجهاز الاستخبارات البريطاني والخدمات الأمنية وخدمات استخبارات الحلفاء ومجموعة الأصول العسكرية. بالإضافة إلى التقارير الدبلوماسية ونطاق واسع من المعلومات المتاحة للعامة أو «المصادر المفتوحة» مثل تقارير وسائل الإعلام والإنترنت.

### مدير الاستخبارات الرقمية وتكامل المعلومات
يُعد مدير الاستخبارات الرقمية وتكامل المعلومات مسؤولًا عن تقديم الاستخبارات المتخصصة وخدمات الدعم الصوري والجغرافي والتدريب الأمني والاستخباراتي للقوات المسلحة. ويتولى كذلك منصب رئيس مكتب طاقم السياسة، لذلك فهو مسؤول عن مجموعتين رئيسيتين ضمن استخبارات الدفاع.

## مجموعة استخبارات القوى المشتركة
أسست مجموعة استخبارات القوى المشتركة في عام 2012 تحت قيادة القوى المشتركة الجديدة وحلت محل مجموعة الاستخبارات. تُعد هذه المجموعة الفرع الأكبر لاستخبارات الدفاع، وهي مسؤولة عن جمع استخبارات الإشارات والاستخبارات التصويرية، وتحتوي المجموعة على:
- المركز الوطني للاستخبارات الجغرافية والمعروف سابقًا بمركز اتحاد استخبارات الدفاع الجغرافية.
- مركز الدفاع الجغرافي
- وحدة استخبارات الدفاع البشرية

يقع المركز الوطني للاستخبارات الجغرافية في محطة القوات الجوية الملكية في ويتون، كامبردجشاير (منذ انتقاله من مقره في محطة القوات الجوية الملكية في برامبتون في عام 2013) ويزود القوات المسلحة وعملاء حكومة المملكة المتحدة باستخبارات تصويرية متخصصة، ثم تُرسل عبر أنظمة تصوير الأقمار الصناعية وأنظمة التجميع الأرضية والجوية. ويستخدم مركز الاستخبارات الجغرافية هذه المصادر إلى جانب تقنيات متقدمة لتقديم تقييمات استخباراتية إقليمية ودعم تقديرات الاستخبارات الاستراتيجية.
وتُعد منظمة استخبارات الدفاع البشرية منظمة ثلاثية الخدمة، وتقدم المتخصصين لدعم العمليات العسكرية، وتنظم النواحي الاستراتيجية في استخبارات الدفاع البشري تحت قيادة عقيد من الجيش. كما تستمد طاقمها عبر الخدمات الثلاث.
تُجري منظمة اشارات الخدمات المشتركة الأبحاث حول أنظمة وأساليب الاتصالات الجديدة لتقديم الدعم التشغيلي للوحدات الثابتة والمنتشرة. تقع المنظمة في محطة القوات الجوية الملكية في ديجبي، لينكولنشاير ويترأسها قائد مجموعة تتكون من 1600 موظف مستقدمين من جميع الخدمات الثلاث.
في عام 2013، انتقلت مجموعة استخبارات القوى المشتركة من مقرها فيلتهام في ميدلسيكس إلى محطة القوات الجوية الملكية في ويتون.

### مجموعة تدريب الاستخبارات المشتركة
تقع مجموعة تدريب الاستخبارات المشتركة في تشيككسندس، بيدفوردشير، وتمثل نقطة دفاع محورية واحدة للاستخبارات والأمن واللغات والتدريب على التصوير الفوتوغرافي في المملكة المتحدة، ورغم أن تدريب التصوير الفوتوغرافي يحدث خارج الموقع في مدرسة الدفاع للتصوير داخل محطة القوات الجوية الملكية في كوسفورد، تمتلك المنظمة مقرًا رئيسيًا لكلية الدفاع للاستخبارات وكفاءة الاستخبارات التشغيلية المتخصصة. وتعمل هذه المجموعة في المقر الرئيسي لكتيبة استخبارات الجيش البريطاني.

### أدوار استخبارات الدفاع
لاستخبارات الدفاع أربعة أدوار أساسية تدعم مهمتها:
دعم العمليات: تلعب استخبارات الدفاع دورًا متممًا في عملية التخطيط في جميع مراحل العمليات العسكرية، عن طريق تقديم مجموعات الاستخبارات وتحليلات المستويات التكتيكية والتشغيلية والاستراتيجية. ومن الأمثلة على الدعم الذي قدمته استخبارات الدفاع للعمليات:
- تأسيس التحالف في العراق
- قوات حلف شمال الأطلسي المُقادة في أفغانستان والبوسنة
- عمليات الأمم المتحدة الإنسانية والداعمة للسلام في سيراليون وليبيريا وقبرص وأريتيريا وجمهورية الكونغو الديمقراطية.

نشرت استخبارات الدفاع محللي الاستخبارات واللغويين وجنود الاحتياط عبر البحار، وقدمت الدعم الجغرافي عبر مخططات نموذجية متخصصة في مناطق عبر البحار.
دعم التخطيط للطوارئ في العمليات: تقدم استخبارات الدفاع المعلومات الاستخباراتية من جميع مصادر التقييمات التي تساعد في الاستعداد للمواقف المستقبلية، وذلك مع احتمالية استدعاء الالتزام من القوات المسلحة في المملكة المتحدة. وتغطي هذه المنتجات التطورات السياسية والعسكرية والمعلومات الثقافية والدولية والبنية التحتية الأساسية والأمن الداخلي، وتساهم في عملية التخطيط للطوارئ.
تقديم التحذير المبكر: ومن المسؤوليات الرئيسية لاستخبارات الدفاع تنبيه الوزراء ورؤساء لجنة الموظفين وكبار المسؤولين ومخططي الدفاع بالأزمات الوشيكة حول العالم. فتكون تلك التحذيرات فعالة في التخطيط على المدى القصير والمتوسط. وتضطلع استخبارات الدفاع بهذه المسؤولية بالتركيز على مناطق ومواضيع القلق الحالية، إذ تسلط الضوء على أثر الظروف المتغيرة، وتتنبأ باتجاهات الأمن والاستقرار، وتقيم كيفية تطور هذه الاتجاهات. ثم تُوزع هذه التقييمات على صانعي القرار في وزارة الدفاع والقوات المسلحة ودوائر حكومية أخرى والحلفاء وسفارات المملكة المتحدة واللجان العليا.
تقديم تحليلات طويلة المدى للتهديدات الناشئة: توفر استخبارات الدفاع تقييمات طويلة المدى للاحتمالات المتوقعة حول العالم، وتوفرها حيث تدعو الحاجة إلى تشغيل القوات المسلحة لصالح المملكة المتحدة. وتوفر أيضًا الدعم التقني لتطوير المعدات العسكرية والإجراءات المضادة للأنظمة المعادية المحتملة.

## مبدأ عمل استخبارات الدفاع
التوجيه: يتلقى رئيس استخبارات الدفاع التوجيه من رئيس أركان الدفاع والمستشار القانوني الدائم حول احتياجات استخبارات وزارة الدفاع، ويستمد التوجيه الوطني من لجنة الاستخبارات المشتركة بمكتب مجلس الوزراء.
التحليل والإنتاج: تُكتب تقييمات الاستخبارات لتفي احتياجات العملاء، ويجب أن تكون مناسبة في الوقت والصلة. وتتضمن عملية التقييم الحكم على صحة ومصداقية المعلومات الجديدة وصلتها بأعمال الاستخبارات. وتركز التقييمات على المخرجات الممكنة والمحتملة لتقديم أفضل نصيحة متاحة لتطوير استجابة أو تسوية.

## رؤساء استخبارات الدفاع
فيما يلي أسماء رؤساء استخبارات الدفاع:

### مدير عام الاستخبارات
- اللواء السير كينيث سترونج 1964- 1966
- مُشير القوات الجوية السير ألفريد إيرل 1966- 1968
- مُشير القوات الجوية السير هارولد ماجواير 1968-1972
- نائب قائد البحرية السير لويس لو بايلي 1972-1975
- القائد الفريق السير ديفيد ويليسون 1975-1978
- مُشير القوات الجوية السير جون أيكن 1978-1981
- نائب قائد البحرية السير روي هاليداي 1981-1984

### رؤساء استخبارات الدفاع
- مُشير القوات الجوية السير مايكل أرميتاج 1984-1986
- الفريق السير ديريك بورمان 1986-1988
- نائب قائد البحرية السير جون كير 1988-1991
- مُشير القوات الجوية السير جون ووكر1991-1994
- الفريق السير جون فولي 1994-1997
- نائب قائد البحرية سير آلان ويست 1997-2000
- مُشير القوات الجوية السير جو فرينش 2000-2003
- الفريق السير أندرو ريدجواي 2003-2006
- مُشير القوات الجوية السير ستيوارت بيتش 2006-2009
- مُشير القوات الجوية كريستوفر نيكولز 2009-2012
- نائب قائد البحرية آلان ريتشاردز 2012-2015
- مُشير القوات الجوية فيليب أوزبورن 2015-2018
- القائد الفريق جيمس هوكنهول 2018- حتى الآن